# Quyền LGBT ở Trung Đông
Công dân đồng tính nữ, đồng tính nam, song tính và chuyển giới nói chung có quyền hạn chế hoặc hạn chế cao ở hầu hết các khu vực của Trung Đông và mở cửa cho sự thù địch ở những người khác. Đồng tính luyến ái là bất hợp pháp ở 10 trong số 18 quốc gia tạo nên khu vực; và bị trừng phạt bằng cái chết trong sáu trong số này. Các quyền và tự do của công dân LGBT bị ảnh hưởng mạnh mẽ bởi các truyền thống văn hóa và tôn giáo phổ biến của người dân sống trong khu vực - đặc biệt là Hồi giáo.
Tất cả các xu hướng tình dục là hợp pháp ở Bahrain, Síp, Bắc Síp, Lebanon, Israel, Jordan, Iraq và Thổ Nhĩ Kỳ. Hoạt động đồng tính nữ là hợp pháp ở vùng lãnh thổ Palestine và Kuwait; tuy nhiên đồng tính luyến ái nữ không rõ ràng ở Ai Cập. Mặc dù đồng tính luyến ái nữ ít nghiêm ngặt hơn, rất ít quốc gia trong số này công nhận các quyền và quy định pháp lý. Hoạt động đồng tính luyến ái nam là bất hợp pháp và bị trừng phạt bằng hình phạt tù ở Kuwait, Ai Cập, Ô-man, Qatar và Syria. Nó bị trừng phạt bằng cái chết ở Iran, Ả Rập Saudi, Qatar, UAE. Ở Yemen hoặc vùng lãnh thổ Palestine, hình phạt có thể khác nhau giữa tử hình và tù giam tùy thuộc vào hành vi đã cam kết.
Một số quốc gia Trung Đông đã nhận được sự chỉ trích quốc tế mạnh mẽ vì đàn áp đồng tính luyến ái và chuyển đổi giới tính bằng cách phạt tiền, bỏ tù và tử hình.

## Lịch sử
Bằng chứng về đồng tính luyến ái ở Trung Đông có thể được truy nguyên ít nhất là cho đến thời Ai Cập cổ đại và Mesopotamia. Ở Assyria cổ đại, tội phạm tình dục đã bị trừng phạt giống hệt nhau cho dù họ là người đồng tính hay dị tính. Một cá nhân không phải đối mặt với hình phạt nào khi xâm nhập một người bình đẳng giai cấp xã hội, một gái điếm sùng bái hoặc với một người có thể hiện giới tính không được coi là nam tính rắn rỏi. Trong một máy tính bảng Akkadian, Šumma ālu, nó nói, "Nếu một người đàn ông giao hợp với anh ta từ phía sau, anh ta trở thành người lãnh đạo giữa các đồng nghiệp và anh em của mình". Tuy nhiên, mối quan hệ đồng tính với những người lính, nô lệ, tiếp viên hoàng gia hoặc những người có xã hội tốt hơn phục tùng hoặc thâm nhập, bị coi là xấu điềm báo. Một người Assyria trung Luật pháp có niên đại từ năm 1075 trước Công nguyên có một luật khá hà khắc đối với đồng tính luyến ái trong quân đội, có đoạn: "Nếu một người đàn ông có quan hệ với anh trai mình trong vòng tay, họ sẽ biến anh ta thành hoạn quan."
Trong thời kỳ trung cổ và thời kỳ đầu hiện đại, các xã hội Trung Đông đã chứng kiến sự phát triển mạnh mẽ của văn học khiêu dâm đồng tính. Shusha Guppy của Times Higher Education đã lập luận rằng mặc dù "từ lâu người ta cho rằng các xã hội Hồi giáo Ả Rập luôn ít khoan dung với đồng tính luyến ái hơn phương Tây", trong "thời tiền hiện đại" Thời đại, du khách phương Tây đã rất ngạc nhiên khi thấy đạo Hồi 'một tôn giáo tích cực về giới tính' và đàn ông công khai bày tỏ tình yêu của họ đối với các chàng trai trẻ bằng lời nói và cử chỉ. "
Vào thế kỷ 19 và đầu thế kỷ 20, hoạt động đồng tính luyến ái tương đối phổ biến ở Trung Đông, một phần do sự lan rộng phân biệt giới tính, khiến cho những cuộc gặp gỡ khác giới bên ngoài hôn nhân trở nên khó khăn hơn. Georg Klauda viết rằng "Vô số nhà văn và nghệ sĩ như André Gide, Oscar Wilde, Edward M. Forster, và Jean Genet đã hành hương trong thế kỷ 19 và 20 từ đồng tính châu Âu đến Algeria, Ma-rốc, Ai Cập và nhiều quốc gia Ả Rập khác, nơi tình dục đồng giới không chỉ được đáp ứng mà không có bất kỳ sự phân biệt đối xử hay phân biệt văn hóa nào, mà còn là kết quả của sự phân biệt giới tính cứng nhắc, dường như có sẵn trên mọi giới tính góc."

## Trung Đông ngày nay
Ở Iran, Ả Rập Xê Út, Qatar, Các tiểu vương quốc Ả Rập thống nhất và Yemen, luật pháp quy định rằng nếu một người bị phát hiện có hành vi tình dục đồng giới, hình phạt tử hình sẽ được áp dụng. Theo Báo cáo Quốc gia của Bộ Ngoại giao Hoa Kỳ, tại Ả Rập Saudi không có tổ chức LGBT nào được thành lập.  Hơn nữa, các báo cáo về phân biệt đối xử chính thức và xã hội với lý do xu hướng tình dục vẫn chưa rõ ràng vì áp lực xã hội mạnh mẽ về việc không thảo luận về các vấn đề LGBT.
Jordan, Bahrain và Iraq là các nước Ả Rập nơi đồng tính luyến ái là hợp pháp; tuy nhiên, có một số thành phần kỳ thị trong xã hội Iraq đôi khi dẫn đến các vụ hành quyết cảnh giác. ISIS không dung thứ đồng tính luyến ái. Một số quốc gia Trung Đông có một số sự bảo vệ và bảo vệ pháp lý cho người chuyển giới và chuyển giới.  Ví dụ, chính phủ Iran đã phê duyệt các hoạt động thay đổi giới tính theo phê duyệt y tế.  Chính phủ Syria đã phê duyệt các hoạt động tương tự trở lại vào năm 2011. Ở một số quốc gia Trung Đông khác, như Thổ Nhĩ Kỳ, những thay đổi về thái độ và luật pháp xã hội đã dần xuất hiện, như một phần của chiến dịch lớn hơn cho sự khoan dung hơn, dân chủ đa nguyên và tôn trọng quyền con người.  Các phong trào quyền LGBT đã tồn tại ở các quốc gia Trung Đông khác, bao gồm Thổ Nhĩ Kỳ và Lebanon.  Ở Lebanon, những thay đổi diễn ra chậm chạp và việc đàn áp các sự kiện định hướng LGBT gần đây đã làm dấy lên mối lo ngại về quyền tự do lập hội và thể hiện của người và tổ chức LGBT.
Israel là một ngoại lệ đáng chú ý, là tiến bộ nhất liên quan đến quyền LGBT và công nhận sống thử không đăng ký.  Hôn nhân đồng giới không hợp pháp ở nước này nhưng có sự hỗ trợ công khai để nhận biết và đăng ký kết hôn đồng giới được thực hiện ở các quốc gia khác. Israel cũng cho phép các cá nhân chuyển giới thay đổi hợp pháp giới tính của họ mà không cần phẫu thuật. Các cá nhân chuyển giới có thể phục vụ công khai trong Lực lượng Quốc phòng Israel.

Tuy nhiên, có các hệ thống pháp lý khác nhau trong Lãnh thổ Palestine bị chiếm đóng.  Một báo cáo của Tổ chức Theo dõi Nhân quyền liên quan đến xu hướng tính dục và bản dạng giới ở Trung Đông:
Pháp lệnh Bộ luật Hình sự ủy thác của Anh, số 74 năm 1936 có hiệu lực tại Gaza. Ở Bờ Tây, bao gồm Đông Jerusalem, Bộ luật Hình sự Jordan năm 1960 được áp dụng, và không có các điều khoản cấm hành vi đồng tính luyến ái của người trưởng thành.  Ở Gaza, có những cuộc giao hợp không tự nhiên, có bản chất tình dục, được hiểu là bao gồm các mối quan hệ đồng tính, là một hình phạt có thể bị phạt tới 10 năm tù.  Vào tháng 2 năm 2016, cánh vũ trang Hamas trộm đã xử tử một trong những chiến binh của mình một cách phô trương vì vi phạm hành vi và đạo đức, mà các quan chức của Hamas thừa nhận có nghĩa là quan hệ đồng giới.
Quan điểm của người Ả Rập và Hồi giáo về đồng tính luyến ái như một sáng tạo hoàn toàn "phương Tây" đã được khám phá trong bộ phim  Cuộc sống nguy hiểm: Ra đời ở thế giới đang phát triển .  Dòng bắt đầu của cuộc đối thoại được nói bởi một người đàn ông Ai Cập đồng tính chưa được phát hiện nói rằng "Tôi đã bị buộc tội là Tây phương hóa." Nadya Labi đã viết trong  Đại Tây Dương  vào năm 2007 rằng bất chấp các lệnh cấm hợp pháp và tôn giáo đối với hoạt động tình dục đồng giới ở Ả Rập Saudi, nó vẫn phổ biến ở đó do sự phân biệt giới tính và quan điểm quan hệ tình dục với người khác  cùng giới tính không xác định danh tính của một người, mặc dù quan điểm của phương Tây về danh tính LGBT đã bắt đầu xuất hiện ở quốc gia đó.
Một báo cáo của Tổ chức Theo dõi Nhân quyền liên quan đến quyền LGBT ở Trung Đông:
Ở một số nơi, như Ai Cập và Morocco, xu hướng tình dục và vấn đề nhận dạng giới tính đã bắt đầu tham gia vào các chương trình nghị sự của một số phong trào nhân quyền chính thống.  Bây giờ, không giống như những năm trước, có luật sư bào chữa cho mọi người khi họ bị bắt, và lên tiếng để lên tiếng trên báo chí.  Những phát triển quan trọng đã không giành được thông qua chính trị bản sắc.  Những người đã coi thường một cách thảm hại như một cách đòi quyền lợi ở phần lớn Trung Đông;  sự thôi thúc của một số nhà hoạt động LGBT phương Tây để khai quật và thúc đẩy chính trị gay gay trong khu vực có khả năng phản tác dụng sâu sắc.  Thay vào đó, việc lồng ghép đã giành được phần lớn bằng cách đóng khung các tình huống của người LGBT (hoặc được xác định khác) về các vi phạm quyền và bảo vệ, mà các phong trào nhân quyền hiện có hiểu được.  (Theo dõi nhân quyền 2009, p. 18)

### Quyền LGBT theo quốc gia
- Quyền LGBT ở Algeria
- Quyền LGBT ở Bahrain
- Quyền LGBT ở Ai Cập
- Quyền LGBT ở Iran
- Quyền LGBT ở Iraq
- Quyền LGBT ở Israel
- Quyền LGBT ở Jordan
- Quyền LGBT ở Kuwait
- Quyền LGBT ở Liban
- Quyền LGBT ở Libya
- Quyền LGBT ở Morocco
- Quyền LGBT ở Oman
- Quyền LGBT ở Nhà nước Palestine
- Quyền LGBT ở Qatar
- Quyền LGBT ở Ả Rập Saudi
- Quyền LGBT ở Sudan
- Quyền LGBT ở Syria
- Quyền LGBT ở Tunisia
- Quyền LGBT ở Thổ Nhĩ Kỳ
- Quyền LGBT ở Các Tiểu vương quốc Ả Rập Thống nhất
- Quyền LGBT ở Tây Sahara
- Quyền LGBT ở Yemen